# 開智日本橋学園中学・高等学校
開智日本橋学園中学・高等学校（かいちにほんばしがくえんちゅうがく・こうとうがっこう）は、東京都中央区日本橋馬喰町に所在し、中高一貫教育を提供する私立中学校・高等学校。

## 概要
- 開智日本橋学園中学校は、学校法人開智学園との教育提携の下で、女子校から男女共学の中高一貫校に変更。
- 東京23区の私立中高一貫校で初[* 1]の、国際的な教育機関である国際バカロレア(IB)のMYP（中1～高1）及びDP（高2～3）認定校[2][3]。
- 中学1年から高校1年までは、LCクラス、DLCクラス、GLCクラスの計3コースに分かれる。（2022年度入学より全クラスがIBクラスとなる。）
- 高校2年以降は、国際コース(IB)、国立理系、国立文系、医学部系、私立文・理系のコースに分かれる。

## 特徴
- オリエンテーション合宿(チームビルディングキャンプ,TBC)[4]の企画や、磯のフィールドワーク(中1)・森のフィールドワーク(中2)・関西フィールドワーク（中３）・首都圏フィールドワーク（高１）・イギリスフィールドワーク（高２）での探究活動、文化祭や体育祭の企画・実行などを通じ、主体的に行動するリーダーの育成を重視[5]。
- 長期休暇中の特別講習、放課後の講習、自習室の設置、自主的な学びスタイルの会得などの施策による「オール・イン・スクール」[5]。
- 開智学園グループの1校として、教育目標に「平和で豊かな国際社会の実現に貢献できるリーダーの育成」を掲げ、「これからの社会で活躍するために必要な力」を身につけるカリキュラムを展開[6]。

## クラス編成
クラス編成概要図
|            | 1年生                                                  | 2年生                             | 3年生                             | 4年生                             | 5年生                                                                | 6年生                                                                |
| ---------- | ------------------------------------------------------ | --------------------------------- | --------------------------------- | --------------------------------- | -------------------------------------------------------------------- | -------------------------------------------------------------------- |
| 普通コース | リーディングクラス(LC) 【4年生のみ1〜3年は全クラスIB】 |                                   |                                   |                                   | (例) ・国立理系クラス ・医学系クラス ・国立文系クラス ・私立系クラス | (例) ・国立理系クラス ・医学系クラス ・国立文系クラス ・私立系クラス |
| IBコース   | リーディングクラス（LC）                               | リーディングクラス（LC）          | リーディングクラス（LC）          |                                   |                                                                      |                                                                      |
| IBコース   | デュアルランゲージクラス(DLC)                          | デュアルランゲージクラス(DLC)     | デュアルランゲージクラス(DLC)     | デュアルランゲージクラス(DLC)     | 国際バカロレア ［バイリンガル］DPクラス                              | 国際バカロレア ［バイリンガル］DPクラス                              |
| IBコース   | グローバルリーディングクラス(GLC)                      | グローバルリーディングクラス(GLC) | グローバルリーディングクラス(GLC) | グローバルリーディングクラス(GLC) | 国際バカロレア ［日本型］DPクラス                                    | 国際バカロレア ［日本型］DPクラス                                    |

### 1年生〜4年生(中1〜高1)[7][8]
リーディングクラス(LC)、デュアルランゲージクラス、グローバルリーディングクラス(GLC)の計3つのコース編成となっている。すべて文部科学省の学習指導要領に準拠した学習内容で、IBのMYPプログラムの方法論に則って授業を展開している。なお、2015年度入試から普通コースはLCと「アドバンストクラス(AC)」の二つのコースで募集、クラス編成を実施していたが、2019年度入試よりACの募集は無くなり、LCに一本化された。
- リーディングクラス(LC) - 主に国内トップレベルの大学への進学を目指し、アクティブラーニングを主体とした探究型・協働型の授業に国際バカロレアの教育を加味し、確実な知識と学力を育成するクラス。英語教育に関して、入学時は日本語を中心に授業を行いつつも、段階的に英語を指導言語とする授業を受けていく。学習評価は国際バカロレアに、学習内容と教育課程は日本の指導要領に準拠。
- デュアルランゲージクラス(DLC)[10] - 英語を中学から本格的に勉強するクラスで、国内・海外の大学への進学を見据えている。4年次終了時までに幅広い教科で日本語でも英語でも探究型の学びを実践することを目指す。バイリンガル担任のもと、1年次途中から英語でホームルーム活動を実施し、徐々に英語を指導言語とする教科を増やしていく。学習評価は国際バカロレアに、学習内容と教育課程は日本の指導要領に準拠。
- グローバルリーディングクラス(GLC)[11] - 帰国生やインターナショナルスクール卒業生等、入学当初から英語で学習できる生徒のためのコース。国内・海外の大学への進学を見据えている。ネイティブ担任のもと英語でクラス活動を行い、いくつかの授業は英語で学ぶ。必要な生徒には日本語の特別サポートも行い、日英両言語で探究学習できる資質を育む。学習評価は国際バカロレアに、学習内容と教育課程は日本の指導要領に準拠。

### 5年生〜6年生(高2〜高3)[7]
5年次には、私立系、国立文系、国立理系、医学系、DPコース、6年次には志望校を意識した難関国立コース、難関私立コースといった各々の進路実現に適したコースを選択し、コースごとに分かれて学習を行う。

## IBコース（2022年度入学より全クラス）
- IBコースでは、国際バカロレアのカリキュラムに基づいて授業が行われ[12][13]、DP課程では、英語で履修する科目と日本語で履修する科目が混在するが、通常の日本語DPより高いレベルで英語力が評価されるバイリンガル・ディプロマの適用も検討されている[14]。
- 一般的なインターナショナルスクールと異なり、学校教育法で定める一条校としてのIB校であるため、日本の高校の卒業資格に加えて国内外の大学に入学するためのIB資格・評価の両方を取得できる。

### カリキュラム
DP(高2～高3)
| 教科グループ | 科目              | 科目                | 科目                |
| ------------ | ----------------- | ------------------- | ------------------- |
| 言語と文学   | 日本語A(HL/SL)    | 日本語A(HL/SL)      | 日本語A(HL/SL)      |
| 言語習得     | 英語B(HL/SL)      | 英語B(HL/SL)        | 英語B(HL/SL)        |
| 個人と社会   | 地理(HL/SL)英語   | ビジネス(HL/SL)英語 | ビジネス(HL/SL)英語 |
| 科学         | 化学(HL/SL)日本語 | 生物(HL/SL)日本語   | 物理(HL/SL)日本語   |
| 数学         | 数学(HL/SL)日本語 | 数学(HL/SL)日本語   | 数学(HL/SL)日本語   |

※科学・数学以外の英語科目(地理、ビジネス)を履修するとバイリンガル・ディプロマを取得できる。

## 沿革
- 1890年（明治23年）2月 - 日本橋区教育会結成
- 1904年（明治37年）12月 - 社団法人日本橋区教育会により日本橋女学校設立

- 1905年（明治38年）5月1日 - 日本橋女学校開学

- 1906年（明治39年）4月 - 高等女学校令に基づく私立日本橋高等女学校に組織変更認可
- 1915年（大正4年）5月 - 財団法人日本橋女学館設立認可
- 1915年（大正4年）9月 - 現在の学校所在地に総檜造りの校舎が完成
- 1947年（昭和22年）4月 - 学制改革に伴い私立日本橋女学校中学校となる
- 1948年（昭和23年）4月 - 私立日本橋女学館高等学校設置
- 1951年（昭和26年）4月 - 学校法人日本橋女学館への組織変更認可
- 1963年（昭和38年） - 創立60周年記念事業として8階建ての東館の建築開始
- 1980年（昭和50年） - 日本橋女学館市川研修センター開設
- 1995年（平成7年） - 日本橋女学館別館完成
- 2007年（平成19年）8月～2009年（平成21年）3月 - 新校舎建設に伴い、台東区浅草橋の仮校舎を暫定使用
- 2009年（平成21年） - 新校舎完成。「キャリアデザイン」、「特色ある教育」、「きめ細やかな教育」、「コミュニケーション」の4つのコンセプトに基づき設計された[16]。
- 2014年（平成26年）4月 - 学校法人開智学園と相互協力及び連携を進める基本合意書を締結
- 2015年（平成27年） - 日本橋女学館中学校から開智日本橋学園中学校に校名を変更、中学校から学年進行で共学化。国際バカロレアMYP候補校となる
- 2017年（平成29年） - 学校法人開智学園と学校法人日本橋女学館が合併。国際バカロレアDP候補校となる
- 2018年（平成30年） - 中学校共学化の最初の学年が高等学校に入学する年より高等学校も共学化され[17]、日本橋女学館高等学校から開智日本橋学園高等学校に校名を変更[18]し、高校生の募集を行わない完全中高一貫校化。国際バカロレアMYP[19]及びDP認定校[2]となる
- 2019年（平成31年）3月 - 生徒数の増加に伴う、隣接する別館の改築工事終了
- 2020年（令和2年）
  - 3月16日 - 日本橋女学館高等学校最後の卒業式を挙行
  - 4月 - 1年（中学1年）から6年（高校3年）のすべての学年が、共学化・校名変更後に入学した生徒となる

## 部活動
活動日は最大で週4日まで。日曜日・祝日は、公式試合以外の活動はない。
部活動・同好会一覧
| 運動部       | 文化部                   | 同好会               |
| ------------ | ------------------------ | -------------------- |
| バレーボール | 調理                     | 映画                 |
| 剣道         | 美術                     | パソコン             |
| 軟式野球     | 茶道                     | 将棋                 |
| ダンス       | イラストレーション・文芸 | 英語                 |
| 陸上         | 華道                     | 合唱                 |
| 水泳         | 軽音                     | 天文学               |
| サッカー     | 書道                     | パフォーマンスアート |
| フットサル   | CG・写真                 | フランス語           |
| 卓球         | 琴                       | ボランティア         |
| テニス       | 演劇                     | 歴史研究             |
| バスケ       | 吹奏楽                   | 競技かるた           |
| バドミントン | サイエンス               | 鉄道研究             |
| バトン       | -                        | ディベート           |
| -            | -                        | 折り紙               |
| -            | -                        | 数学                 |
| -            | -                        | クイズ研究           |

## 年間行事
2020年度は以下の概要で実施。
4月
- 入学式 - 新入生の一人ひとりがこれからの抱負や将来の夢を壇上で宣言する、「夢宣言」が行われる。
- 勉強合宿(6年生)
- TBC[Team Building Camp](1、2年生) - 入学式から数日後に行われる。1年生の入学後初の探究発表の場でもある。

5月
- 生徒総会
- 三者面談

6月
- 体育祭 - 2021年度は船橋アリーナで実施。

7月
- 夏期講習 - 学力定着と知識の体系化などを徹底して行う。通常の講習に加え、オール英語の合宿、海外英語研修、理科実験講座といった独自色の強い講習も実施される。基本的には1コマ360円[20]。

8月
- 海外語学研修[22] - 長期休暇中に2年~5年生の希望者を対象として、約2週間行われる。 期間中はホストファミリー宅に滞在し、現地の学校で英語を学ぶ。午前中は英語を使って授業をうけ、午後は異文化理解を目的とした様々なアクティビティを実施。費用は約50万円。
- 首都圏フィールドワーク(4年生)

9月
- イギリスフィールドワーク(5年生)
- 磯のフィールドワーク(1年生)
- 森のフィールドワーク(2年生)
- 都市型フィールドワーク(3年生)

10月
- 開橋祭
- 芸術鑑賞会

11月
- 三者面談

12月
- 冬期講習 - 夏期講習同様に1コマ360円で実施。主要5科を対象に目的別講座が設定されている[20]。
- 大学入試共通テスト直前講習(6年生) - 大学入試共通テスト直前まで、必要な全ての科目の過去問や予想問題を本番と同様に解き、得点力のアップを図る。

1月
- 国公立二次・私大直前講習(6年生)

2月
- 探究発表会
- 芸術発表会～ The Sound of Music～(3年)

3月
- 卒業生を送る会
- 卒業式

## フィールドワーク
「調査観察→疑問の発見→仮設を考える→検証→考察発表」という一連の流れを繰り返すことにより、思考力及び課題解決能力を育成する。正しい「解答」や「結論」を出すことよりも、どのように考え、調査、実験、検証したかの方法や過程が重要視されている。
1年生「磯のフィールドワーク」
千葉県鴨川市で実施。
本から学ぶ知識ではなく、磯で疑問を見つけ、生物を採取観察する事で未知なる事柄への気づき、探究活動に繋げることを目的としている。
2年生「森のフィールドワーク」
山梨県南都留郡で実施。
森では、磯と違って動く動物に遭遇しにくい。そこで注意深く観察することによって、 初めて疑問が発見され、仮説・検証へと進むことにより、新たな疑問に発展する。
3年生「都市型フィールドワーク」
大阪府・京都府・兵庫県で実施。
1・2年生で自然を対象とする探究の手法を体得するのに対し、3年生では国内で人文・社会科学的分野に対して、フィールドワークの手法をグループ活動で学ぶ。考えの異なる班員が話し合うことで、一つのテーマから様々な仮説を見出すことができる。具体的に、SDG’sをテーマとした社会活動について、関西に拠点を置く企業を訪問しグループワークで探究活動を行う。
4年生「首都圏フィールドワーク」
東京都で実施。
一人ひとりが自分の探究テーマに基づいて訪問先を考え、都内の企業に自らアポイントメントを取って第一回目のフィールドワークを行う。そこでの調査結果から生まれる新たな疑問に対して、再び調査方法を考えて第二回目のフィールドワークを行う。
5年生「イギリスフィールドワーク」
イギリスロンドンで実施。
探究テーマ・フィールドワークの集大成。イギリスのケンブリッジ大学に宿泊し、4年生時までに積み上げてきた探究テーマを、英語で現地の大学生に向けてプレゼンテーションを行い、デ ィスカッションをする。1年生から続く探究活動の集大成。
6年生「勉強合宿」
毎年三月下旬に実施。生徒が勉強計画を立て、旅先にも拘わらず勉学に励む。

## 施設

### 本館
- 竣工 - 2009年春
- 延床面積 - 8,244㎡
- 構造 - 鉄筋コンクリート造
- 階数 - 地上8階地下1階

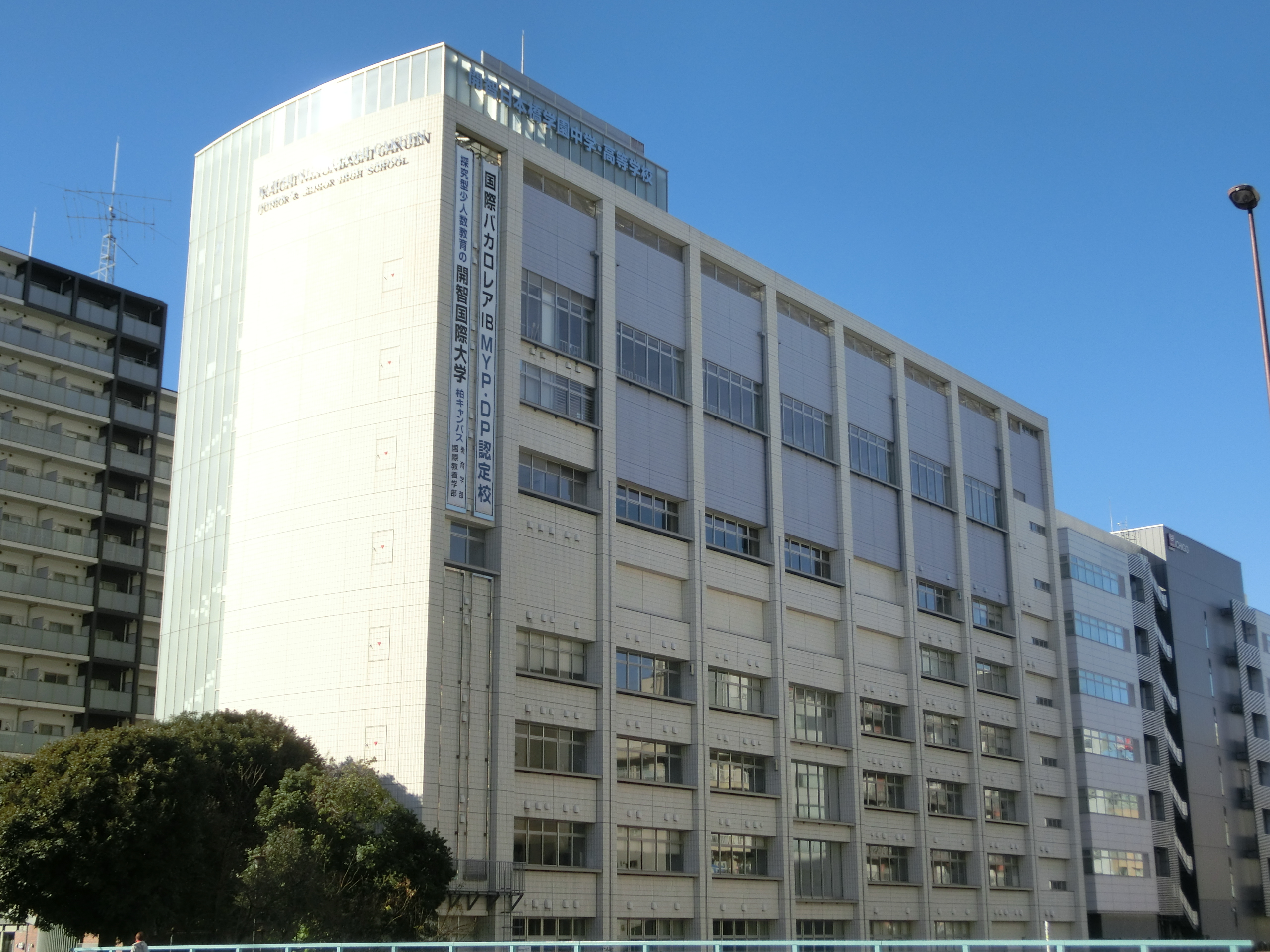
現在の本館

既存の第一校舎(1933年竣工、RC造、地上4階地下1階)、第二校舎(1960年竣工、RC造、地上4階)、東館(1964年竣工、RC造、地上8階)から建て替えられた。「キャリアデザイン」、「特色ある教育」、「きめ細やかな教育」、「コミュニケーション」の4つのコンセプトに基づき設計されている。東端西端にエレベーターがそれぞれ1基ずつ設置されている。生徒1人当たり3日分の食料、水、簡易ブランケットが備蓄されている。
登下校時間を除き、出入り口はオートロックシステムにより施錠されている。生徒証で解錠することができる。

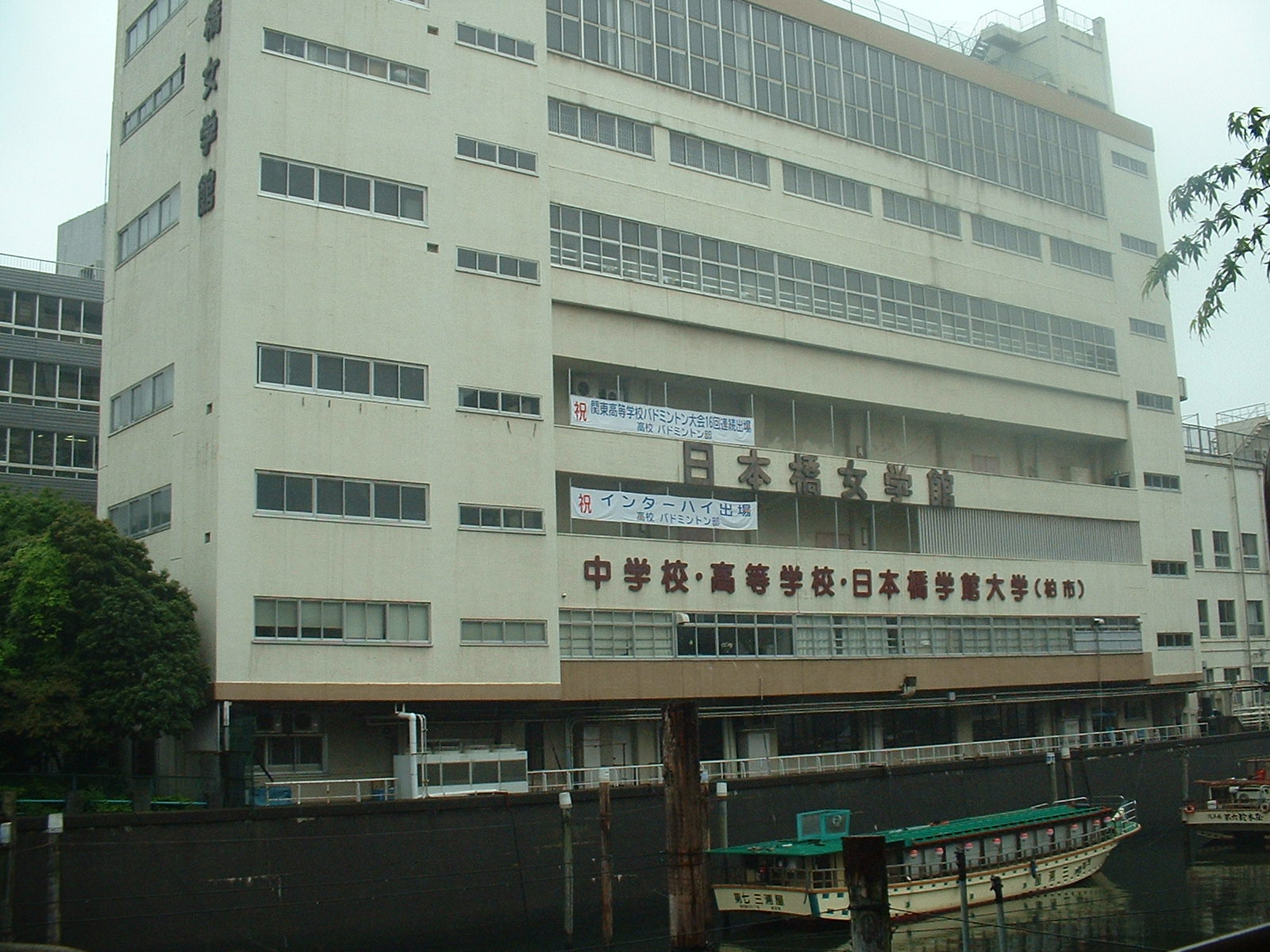
建て替え前の本館(東側)

#### 設備
- 教室(2階〜4階) - 1クラスあたり25～30名程度の少人数対応の教室。少人数制で効果的な授業を展開する。すべての教室に日差しが入るよう設計されており、明るく、清潔な教室空間を実現している。
- ライブラリ(地下1階) - 約2万冊の蔵書。国内外の書物を多数配備している。また、中央区図書館とも連携。
- 体育館(7階) - 冷暖房完備。8階には体育館を見下ろすデッキが設置されている。
- ラウンジ(1階) - 昼休みや放課後に使用可能。昼食時には飲食をすることも可能。
- ウッドデッキ(1階) - 神田川に面しており、特徴的な展望となっている。ラウンジ同様昼食時には飲食が可能。
- 多目的ホール(5階) - 壁面及びステージ下に収納可能な移動観覧席が設けられている。収納時には部活動や体育活動も行うことができる。
- 屋上運動場(屋上) -  部活動や体育活動で使用。テニスコート脇には芝生が植えられている。
- カウンセリングルーム(2階) - 生徒・保護者を対象にスクールカウンセラーが対応。週2日～3日の開室で、1日最大で6件の相談が可能[20]。
- 購買部(1階)[25] - 制服の採寸から購入まで、ワン・ストップ・サービスで利用できる。平日の11:00~16:00まで営業。

### 別館
- 竣工 - 2019年3月
- 延床面積 - 748㎡
- 構造 - 鉄筋コンクリート造一部鉄骨造
- 階数 - 地上8階

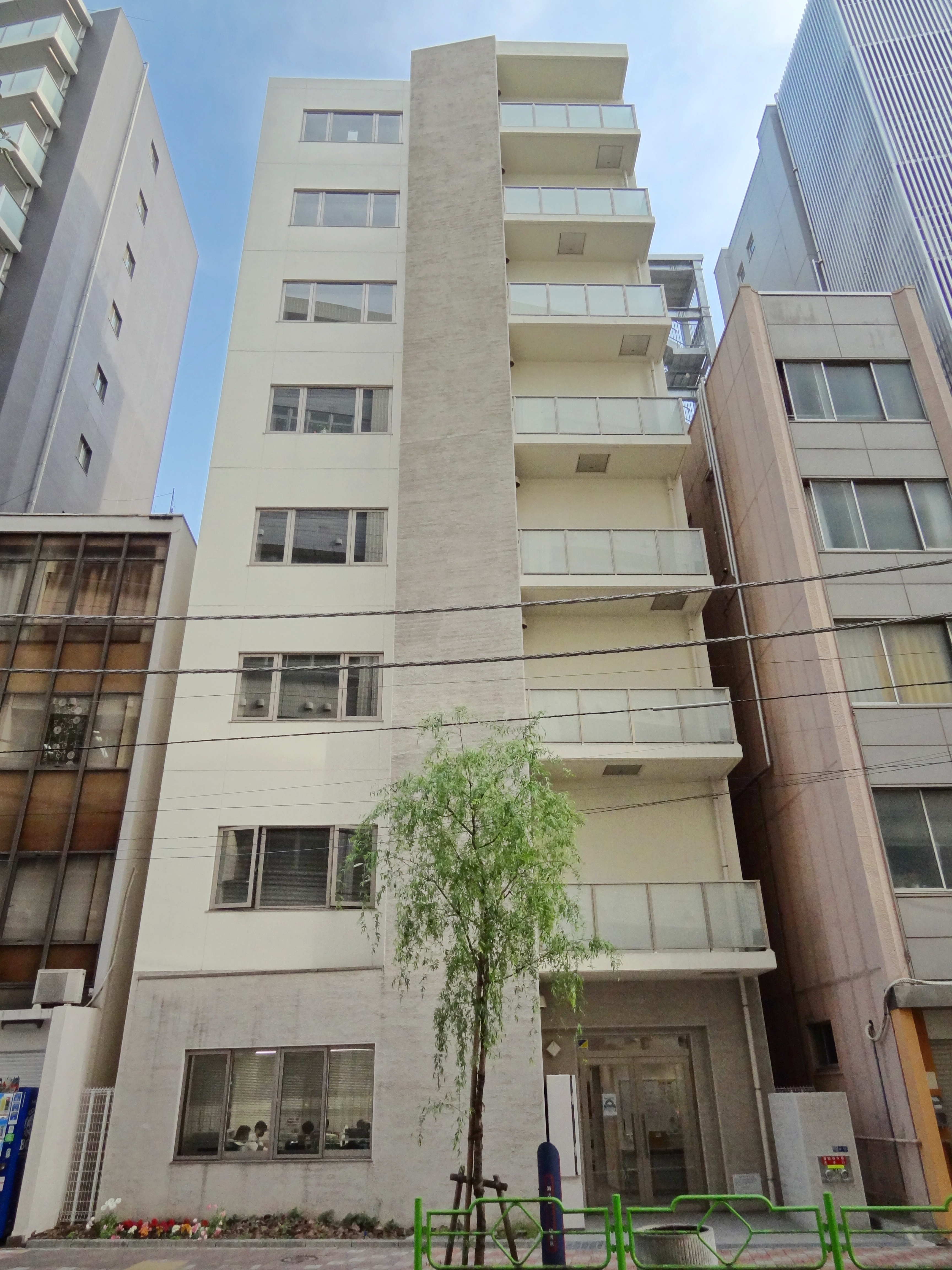
正面から見た別館

1995年竣工の旧別館から建て替えられた。エレベーターが1基設置されている。本館同様、オートロックにより施錠されている。
受験勉強に集中できるよう、6年生（高3）専用の棟として使用されている。

### 市川グラウンド
- 竣工 - 1980年
- 敷地面積 - 3,952㎡

## 制服
- 冬服 - ブレザー
- 夏服 - シャツは白とライトブルーの2色、盛夏服として紺ポロシャツ[26]

## 伝統行事
- 上巳の節句 屋形船から願い事を書いた流し雛を神田川に流す。
- 針文房具供養 物に感謝し物を大切にする心を養う。
- 七夕月間

## 著名な出身者

### 日本橋高等女学校・日本橋女学館中学校・高等学校
芸能人
- 天野喜久代
- 田坂都
- 山口かおり
- 小野真弓
- 小森ゆきの
- 波瑠

アスリート
- 武田奈也
- 石川翔子
- 佐藤優香
- 今井遥
- 伊藤芽
- 樋口新葉

## 交通
出典 : 
| 路線名           | 最寄り駅   | 徒歩所要時間 |
| ---------------- | ---------- | ------------ |
| JR総武線各駅停車 | 浅草橋駅   | 3分          |
| JR総武線各駅停車 | 秋葉原駅   | 12分         |
| JR総武線快速     | 馬喰町駅   | 5分          |
| 都営新宿線       | 馬喰横山駅 | 7分          |

## 所在地
- 本館 - 〒103-8384 東京都中央区日本橋馬喰町2-7-6
- 別館 - 〒103-0002 東京都中央区日本橋馬喰町2-6-12
- 市川グラウンド -  〒272-0835 千葉県市川市中国分4-2338-1